# 蒙古军政府
蒙古军政府是1936年至1937年日本在中华民国察哈尔省扶植的一个傀儡政权。

## 沿革
1933年3月，日本关东军侵入中华民国热河省，4月占领中华民国察哈尔省东部的多伦。7月，内蒙古德穆楚克栋鲁普亲王（人称“德王”）集合了西蒙各旗王公召开了第一次自治会议，向南京国民政府通电请求自治。8月，再次致电南京国民政府，宣布西蒙准备成立自治政府。蒋介石为防止德王投靠日本，同意成立直属国民政府行政院的蒙古地方自治政务委员会（简称“蒙政会”）。
由于委员长云端旺楚克年老多病，副委员长沙克都尔扎布、索诺木喇布坦未到任，蒙政会的大权从一开始就落入德王手中。
蒙政会成立后不久，德王不满足于现状，又兼日本关东军的策动及提供枪弹与经费支持，德王同关东军密切接触，商议成立“蒙古国”事宜。
为了防止西蒙全境被德王交给日本，南京国民政府乃于1936年1月25日下令将蒙政会分为两部分，分别组织绥远省境内蒙古各盟旗地方自治政务委员会和德王管辖的察哈尔省境内蒙古各盟旗群地方自治政务委员会。
1936年2月10日，德王在苏尼特右旗的王府举行“蒙古军总司令部”成立仪式，并作为成吉思汗30世子孙宣读誓词，称“誓愿继承成吉思汗伟大精神，收复蒙古固有疆土，完成民族复兴大业”。关东军方面列席的是西尾参谋长、西尼苏特机关长浅海、日系顾问等，西尾参谋长不是向“蒙古军总司令部”而是向“蒙古军政府”送了贺词，并称“日蒙携手，亲密合作”。4月20日，在日本操纵下，第一次“蒙古大会”召开，5月1日通过了《蒙古军政府组织大纲》。5月12日，德王在日本的支持下正式成立了“蒙古军政府”。
蒙古军总司令部司令是德王，副司令是李守信, 其下设军务部、政务部、秘书处，由顾问部的日系顾问担任内部指导。4月24日，德王以吴鹤龄为智谋，召集各地的盟旗代表，在西乌珠穆沁举行第一届蒙古大会。德王同李守信、卓世海、吴鹤龄、田中参谋、张北机关长田中久等出席了会议。会议拟将蒙古军总司令部改名为蒙古军政府，在内蒙古公开其存在，并将它作为中央政府，将来把察哈尔、绥远、阿拉善、额济纳、青海置于其统治下。
关东军方面参谋副长今村均少将、田中参谋、德化机关长田中久、顾问村谷等列席。军政府首脑是：主席云王，副主席沙王、索王, 德王任总裁并掌握军政府实权。军政府的机构是：总裁之下设办公厅、参议部、参谋部，又置军事署、财政署、内务署、实业署、教育署、交通署、司法署、外交署。在政治指导方面，德化机关长，既指挥日系顾问，又对军政府进行内部指导。6日，德王同李守信、卓世海、吴鹤龄、金永昌、陶克陶等访问满洲国首都新京，会见了板垣参谋长和溥仪皇帝。是时，蒙古军政府与满洲国签订了相互援助协定。此后，外交署署长陶克陶被派往冀东，蒙古军政府与冀东防共自治政府签订了防共通商协定。
蒙古军政府在德化刚一成立，就以察东警备军为核心，吸收德王的保安队，进而在满洲国（热河的盟旗）重新募兵，组成蒙古军。德王兼任军政府总裁和蒙古军总司令，李守信任副总司令，乌古廷任参谋长。
蒙古军政府成立后，日本关东军同德王商定，共同发动军队进攻绥远省，但傅作义部摧毁了关东军特务机关，并使德王领导的蒙古军遭到重创。1937年卢沟桥事变爆发后，傅作义奉命进攻德化，德王逃回苏尼特旗的王府，并再次挂出了察哈尔省境内蒙古各盟旗群地方自治政务委员会的招牌，作为缓兵之计。蒙古军政府由此名存实亡。

## 职官
- 主席：云端旺楚克（1936年5月－）
- 副主席：
  - 索诺木喇布坦（1936年5月－）
  - 沙克都尔扎布（1936年5月－）
- 总裁：德穆楚克栋鲁普（1936年5月－）
  - 帮办：李守信、吴鹤龄、补英达赖、陶克陶
- 办公厅主任：补英达赖（1936年5月－）
- 参议部部长：吴鹤龄（1936年5月－）
- 参谋部部长：李守信（1936年5月－）
  - 参谋部主任参谋：乌古廷（？－）
- 财政署署长：吉尔嘎朗（1936年5月－）
- 实业署署长：王揖唐（1936年5月－）
- 军事署署长：特克希卜彦（1936年5月－）
- 内务署署长：索特那木道尔吉（1936年5月－）
  - 内务署帮办：陈绍武（？－）
- 交通署署长：蘭齋（1936年5月－）
- 司法署署长：特木尔博罗特（1936年5月－）
- 外交署署长：陶克陶（1936年5月－）
- 教育署署长：金永昌（1936年5月－1936年）→郭尔卓尔扎布（1936年－）
  - 教育署帮办：吉致祥（？－）
- 侍从处处长：丁我愚（？－）

- 顾问部
  - 主任顾问：村谷彦治郎
  - 军事顾问：山内源作
  - 财政顾问：稻茨
  - 外交顾问：山本信亲
  - 教育顾问：崛井德五郎[7][2]